# Cosas que hacen que la vida valga la pena
Cosas que hacen que la vida valga la pena es una película de 2004 dirigida por Manuel Gómez Pereira.

## Sinopsis
Hortensia Ocaña Yebra (Ana Belén) es una mujer de cuarenta años que trabaja en el INEM, divorciada y con dos hijos (uno pequeño que comparte con su ex y uno mayor que vive fuera de casa ya). Jorge (Eduard Fernández) es otra persona de más de cuarenta que ha perdido la ilusión. También divorciado, con una niña y en paro. Antes era profesor de autoescuela. El padre de Jorge (José Sacristán) es un tipo gruñón y que piensa que su hijo no vale para nada. Odia al novio de la ex de su hijo: un chino.
La exmujer de Jorge (María Pujalte) tiene la custodia de la niña y vive con un chino. Es peluquera.
Jorge y Hortensia se conocen cuando él va a buscar trabajo a la oficina del INEM, donde ella trabaja. A partir de ahí todo se enreda y se complica por casualidades que tanto Hortensia como Jorge se empeñan en buscar.

## Comentarios
La película se rodó entre el 9 de junio y el 1 de agosto de 2003 en Madrid y se estrenó en el Festival de Cine de Málaga de 2004. En el resto de las salas se estrenó el 26 de noviembre de ese mismo año.
Los exteriores de la capilla de la Comunión se rodaron en el interior del Colegio Fundación Santa Rita de Carabanchel, Madrid.

## Premios
- Premio del público en el Festival de Málaga.
- Premio al Mejor Actor, a la Mejor Actriz y a la Mejor Música en el Festival de Montecarlo.
- Premio Turia al Mejor Actor y a la Mejor Actriz.

- Nominación al Goya al Mejor Actor y a la Mejor Actriz.
- Nominación al Premio del Círculo de Escritores Cinematográficos al Mejor Actor.
- Nominación al Fotogramas de Plata a la Mejor Actriz.
- Nominación al Premio de la Unión de Actores al Mejor Actor y a la Mejor Actriz.

## Banda sonora
El tema central de la película y de la banda sonora es "Cosas que hacen que la vida valga la pena" de Antonio Martínez Ares interpretada por Pasión Vega. También se escuchan canciones de Serrat, Sabina, Miguel Ríos o María Jiménez durante la película.